# Bonnut
Bonnut (prononcé [bɔnyt] ; en gascon Bonnut) est une commune française, située dans le département des Pyrénées-Atlantiques en région Nouvelle-Aquitaine.
Le gentilé français est Bonnutien, le gentilé est inusité en gascon, sauf sur le mode plaisant on dira los bonnutòts, las bonnutòtas.

## Géographie

### Localisation
La commune de Bonnut se trouve dans le département des Pyrénées-Atlantiques, en région Nouvelle-Aquitaine.
Elle se situe à 55 km par la route de Pau, préfecture du département, et à 34 km d'Artix, bureau centralisateur du canton d'Artix et Pays de Soubestre dont dépend la commune depuis 2015 pour les élections départementales.
La commune fait en outre partie du bassin de vie d'Orthez.
Les communes les plus proches sont : 
Arsague (4,2 km), Saint-Boès (4,4 km), Amou (5,1 km), Sallespisse (5,2 km), Saint-Girons-en-Béarn (5,2 km), Bonnegarde (5,5 km), Tilh (6,3 km), Orthez (6,8 km).
Sur le plan historique et culturel, Bonnut fait partie de la province du Béarn, qui fut également un État et qui présente une unité historique et culturelle à laquelle s’oppose une diversité frappante de paysages au relief tourmenté.

### Communes limitrophes
Les communes limitrophes sont  Amou, Arsague, Bonnegarde, Orthez, Saint-Boès, Saint-Girons-en-Béarn, Sallespisse et Tilh.
| Tilh (Landes)         | Arsague (Landes) | Amou (Landes)       |
| Saint-Girons-en-Béarn | Bonnut           | Bonnegarde (Landes) |
| Saint-Boès            | Orthez           | Sallespisse         |

### Hydrographie

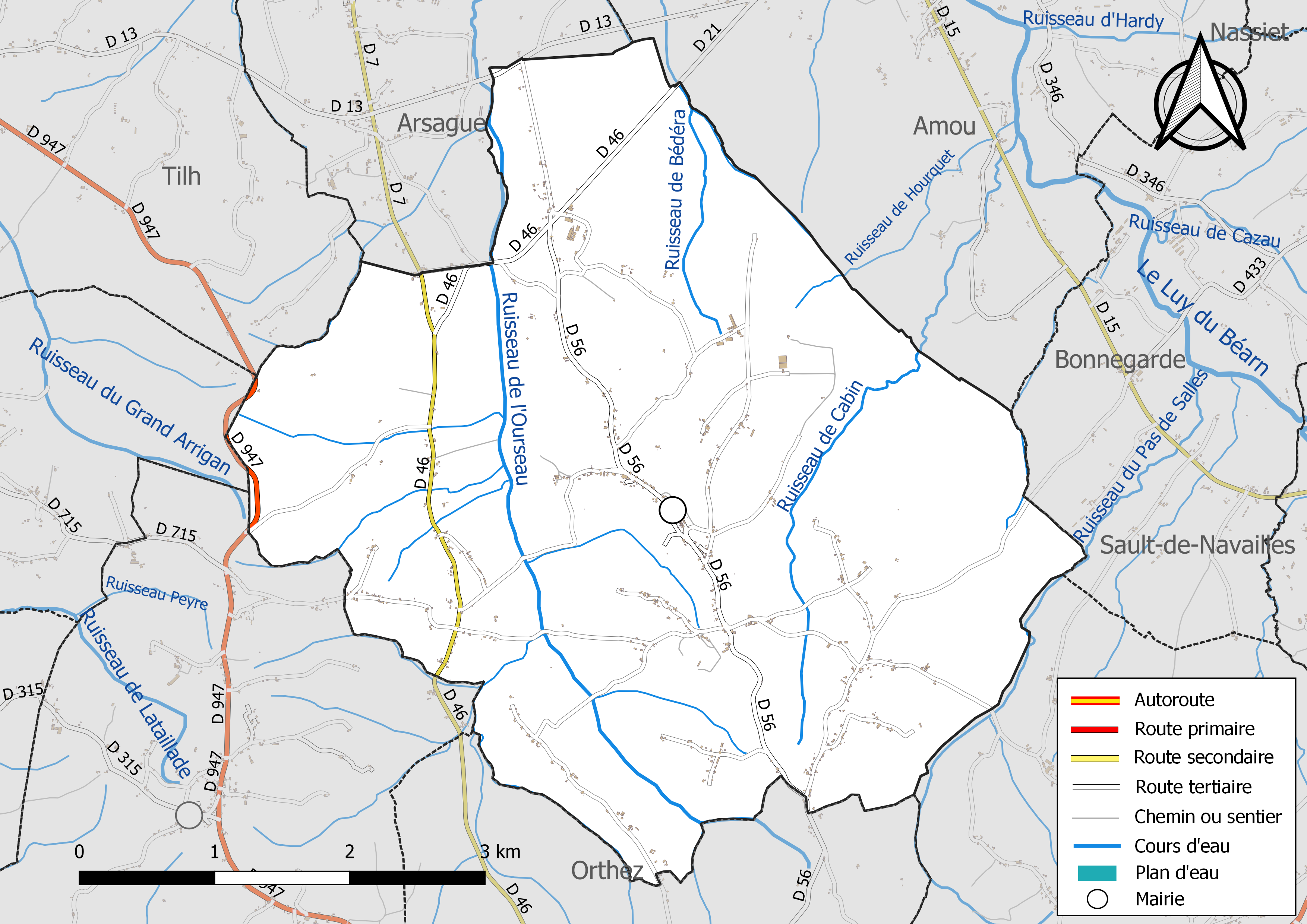
Réseaux hydrographique et routier de Bonnut.

La commune est drainée par l'Ourseau ou Oursoô, le ruisseau de Bédéra, le ruisseau de Cabin, le ruisseau du Pas de Salles, le ruisseau de Hourquet, et par divers petits cours d'eau, constituant un réseau hydrographique de 24 km de longueur totale,.
L'Oursoû, d'une longueur totale de 11,4 km, prend sa source dans la commune d'Orthez et s'écoule du sud vers le nord. Il traverse la commune et se jette dans le Luy du Béarn à Castel-Sarrazin, après avoir traversé 5 communes.

### Climat
Pour des articles plus généraux, voir Climat de la Nouvelle-Aquitaine et Climat des Pyrénées-Atlantiques.
Historiquement, la commune est exposée à un micro climat océanique basque.  
En 2020, Météo-France publie une typologie des climats de la France métropolitaine dans laquelle la commune est dans une zone de transition entre le climat océanique et le climat de montagne et est dans la région climatique Pyrénées atlantiques, caractérisée par une pluviométrie élevée (>1 200 mm/an) en toutes saisons, des hivers très doux (7,5 °C en plaine) et des vents faibles.
Pour la période 1971-2000, la température annuelle moyenne est de 13,2 °C, avec une amplitude thermique annuelle de 14,1 °C. Le cumul annuel moyen de précipitations est de 1 231 mm, avec 12 jours de précipitations en janvier et 7,8 jours en juillet. Pour la période 1991-2020, la température moyenne annuelle observée sur la station météorologique la plus proche, située sur la commune d'Orthez à 7 km à vol d'oiseau, est de 14,1 °C et le cumul annuel moyen de précipitations est de 1 211,5 mm,. Pour l'avenir, les paramètres climatiques de la commune estimés pour 2050 selon différents scénarios d’émission de gaz à effet de serre sont consultables sur un site dédié publié par Météo-France en novembre 2022.

### Milieux naturels et biodiversité
Aucun espace naturel présentant un intérêt patrimonial n'est recensé sur la commune dans l'inventaire national du patrimoine naturel,,.

## Urbanisme

### Typologie
Au 1er janvier 2024, Bonnut est catégorisée commune rurale à habitat dispersé, selon la nouvelle grille communale de densité à sept niveaux définie par l'Insee en 2022.
Elle est située hors unité urbaine. Par ailleurs la commune fait partie de l'aire d'attraction d'Orthez, dont elle est une commune de la couronne,. Cette aire, qui regroupe 26 communes, est catégorisée dans les aires de moins de 50 000 habitants,.

### Occupation des sols

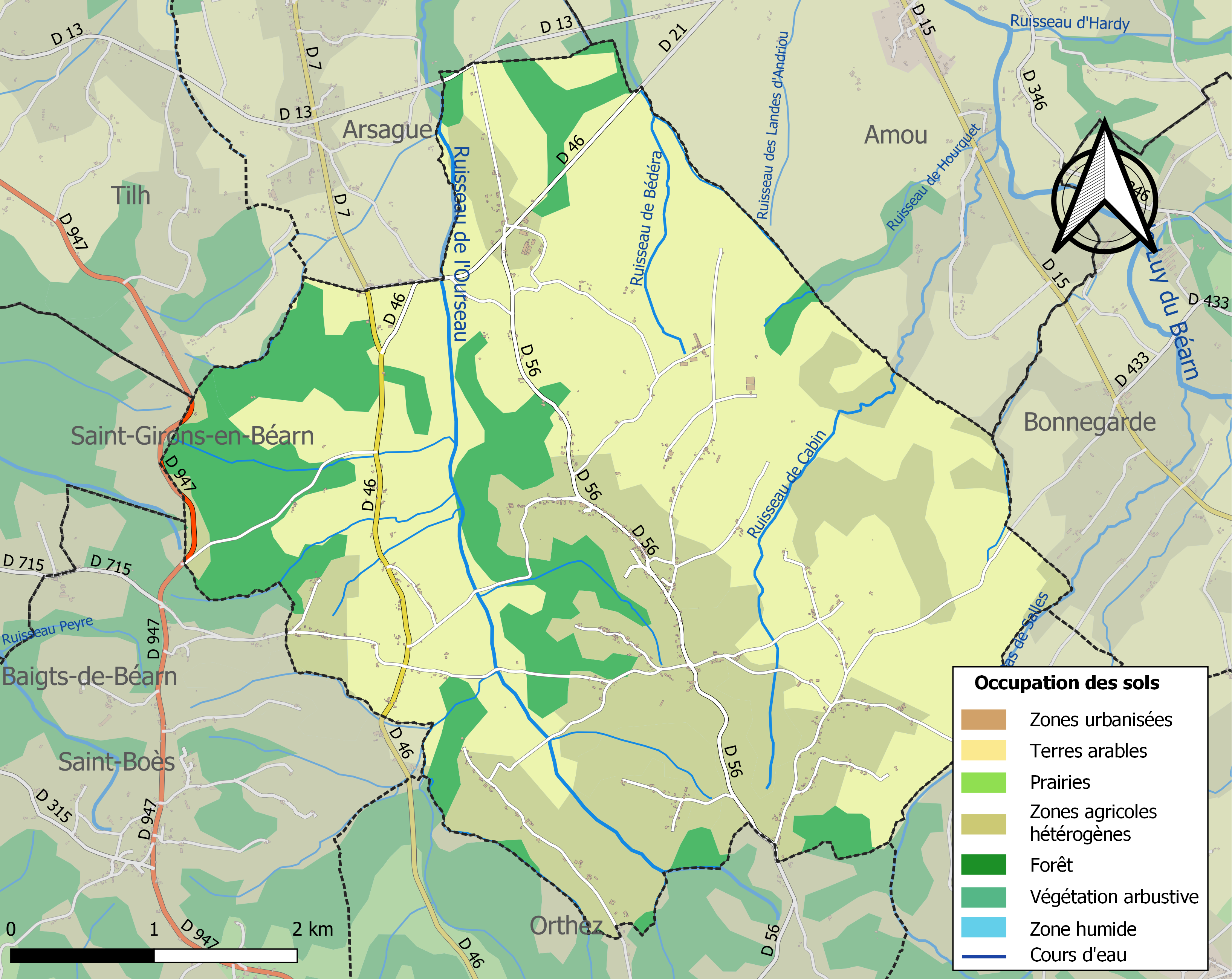
Carte des infrastructures et de l'occupation des sols de la commune en 2018 (CLC).

L'occupation des sols de la commune, telle qu'elle ressort de la base de données européenne d’occupation biophysique des sols Corine Land Cover (CLC), est marquée par l'importance des territoires agricoles (83,3 % en 2018), en augmentation par rapport à 1990 (79,8 %). La répartition détaillée en 2018 est la suivante : 
terres arables (53,8 %), zones agricoles hétérogènes (29,5 %), forêts (16,7 %). L'évolution de l’occupation des sols de la commune et de ses infrastructures peut être observée sur les différentes représentations cartographiques du territoire : la carte de Cassini (XVIIIe siècle), la carte d'état-major (1820-1866) et les cartes ou photos aériennes de l'IGN pour la période actuelle (1950 à aujourd'hui).

### Lieux-dits et hameaux
- Quartier Saint-Martin, ou du Bourg
- Quartier Sainte-Marie, ou de Castèth
- Quartier de l'arrue de Manes
- Quartier du Biélè (lo Vielèr)

### Risques majeurs
Le territoire de la commune de Bonnut est vulnérable à différents aléas naturels : météorologiques (tempête, orage, neige, grand froid, canicule ou sécheresse) et séisme (sismicité modérée). Un site publié par le BRGM permet d'évaluer simplement et rapidement les risques d'un bien localisé soit par son adresse soit par le numéro de sa parcelle.

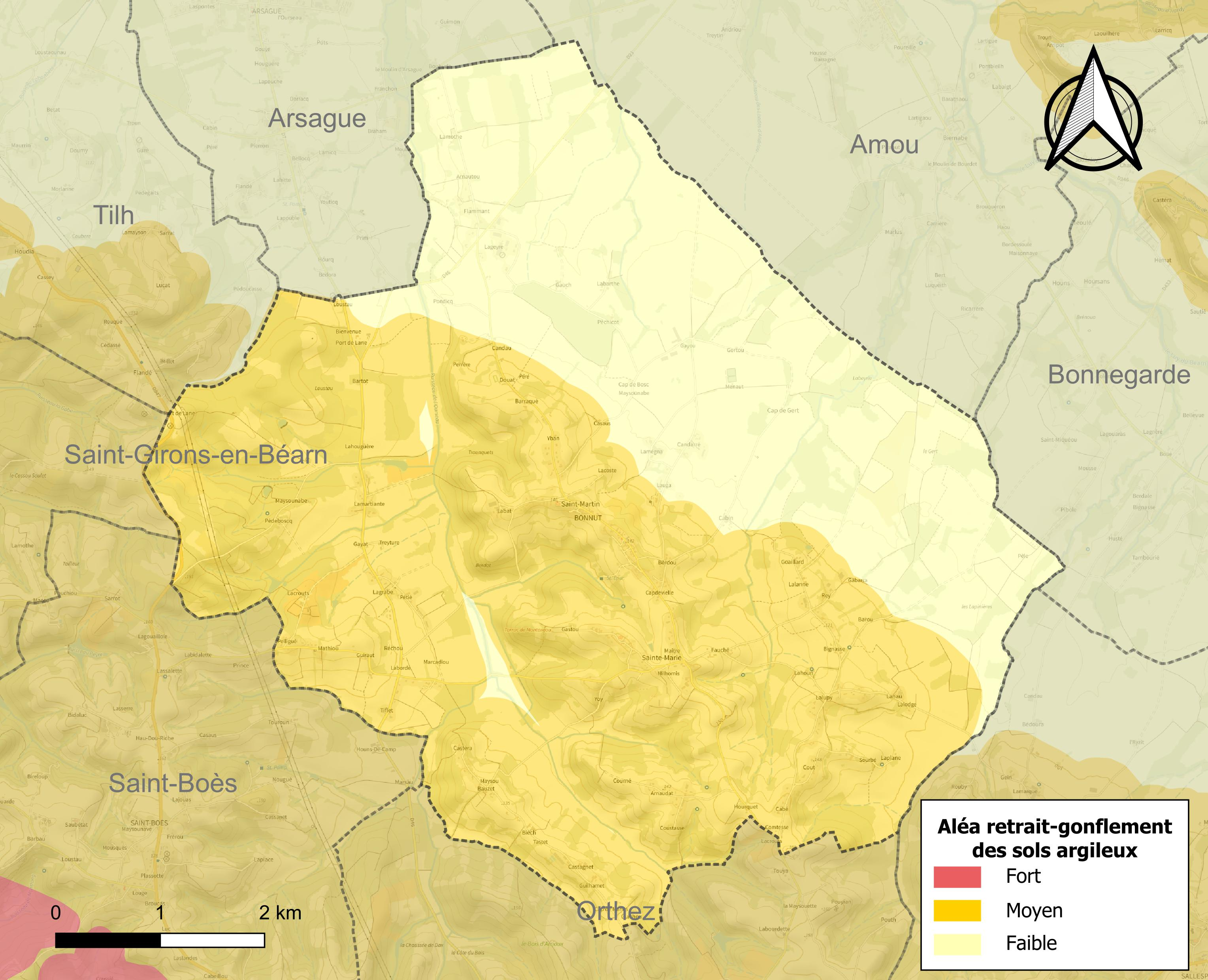
Carte des zones d'aléa retrait-gonflement des sols argileux de Bonnut.

Le retrait-gonflement des sols argileux est susceptible d'engendrer des dommages importants aux bâtiments en cas d’alternance de périodes de sécheresse et de pluie. 62,5 % de la superficie communale est en aléa moyen ou fort (59 % au niveau départemental et 48,5 % au niveau national). Depuis le 1er octobre 2020, en application de la loi ELAN, différentes contraintes s'imposent aux vendeurs, maîtres d'ouvrages ou constructeurs de biens situés dans une zone classée en aléa moyen ou fort,.
La commune a été reconnue en état de catastrophe naturelle au titre des dommages causés par les inondations et coulées de boue survenues en 1982, 1983, 1993 et 2009, par la sécheresse en 1989 et 2003 et par des mouvements de terrain en 1983.

## Toponymie
Le toponyme Bonnut apparaît sous les formes 
Bonut (XIIe siècle, cartulaire de Sorde), 
de Bonuto (1279, rôles gascons), 
Bonut (1385, censier de Béarn), 
Bonut et Bonuyt (respectivement 1493 et 1582, cartulaire d'Orthez) et 
Bonnut (fin XVIIIe siècle, carte de Cassini).
Son nom gascon est Bonnut, la graphie Bounut est à rejeter, en effet, en langue gasconne, dont les divers parlers du Béarn, un "-n-" entre deux voyelles tombe (chute du "n" intervocalique), sur la commune de Bonnut, il y a au moins deux noms de maisons qui en témoignent, Bouat (de Bonatus) et Douat (de Donatus).
Ce nom vient du latin médiéval bonda « limite » avec réduction du groupe -nd- en -nn- (comme landa > lanna), avec un suffixe adjectif -ut, et signifie « limitrophe » ou « frontalier ». Le maintien du n redoublé est audible, le nom se prononce [boun-nut] en gascon.
L'Oursoô, Orsòu en gascon, est un de ces nombreux cours d'eau portant un nom avec le radical oss-, comme les Ousse, Ossau, Osse… communs dans toute l'Europe et fréquents en Gascogne, la terminaison -òu est un diminutif, comme dans Pujòu (Puyoô). Cet hydronyme est souvent écrit abusivement Ourseau par influence de « eau ».

## Histoire
Paul Raymond note que la commune faisait partie de la Chalosse et de la subdélégation de Saint-Sever. La carte de Cassini montre que la limite de la sénéchaussée des Landes passait au sud de Bonnut.
Les ancêtres des Bonnutiens sont les Tarbelles (capitale Dax, Aquæ Tarbellicæ), un des neuf peuples principaux de l'Aquitaine primitive, la Novempopulanie.
En 1297, entre Bonnut et Bonnegarde eut lieu la bataille de Bonnegarde, dans le cadre de la guerre de Guyenne, qui opposa une armée française aux ordres de Robert II d'Artois à une armée anglaise commandée par Henry de Lacy et dont les Français sortirent victorieux.
Les paroisses qui forment aujourd'hui la commune de Bonnut n'appartenaient pas au Béarn et ne sont pas mentionnées dans le recensement de 1385 de Gaston Fébus. Toutefois, on y parle un occitan gascon très proche de celui d'Orthez mais gardant de forts caractères chalossais.
Le nom de la maison Tilh, située à 100 m à l'est de l'église Saint-Martin, évoque le seigneur Fort Garsie de Tilh, cité dans le Cartulaire de l’abbaye Saint-Jean-de-Sorde, à l'occasion de sa « conversion » en 1105, certainement pour remettre à cette abbaye conventuelle les biens de l'abbaye laïque, dont il était l'abbé. La maison elle-même est récente, elle porte le nom d'un édifice disparu dont il ne reste qu'un plateau sur lequel on a construit la salle des sports.

## Politique et administration
| Période                                  | Période  | Identité         | Étiquette | Qualité |
| ---------------------------------------- | -------- | ---------------- | --------- | ------- |
| avant 1981                               | ?        | Claude Demarsan  |           |         |
| 1995                                     | 2001     | Jean Poeydarrieu |           |         |
| 2001                                     | 2014     | Jean Lacazedieu  |           |         |
| 2014                                     | 2020     | Patrick Tasserie |           |         |
| 2020                                     | En cours | Amandine Painset |           |         |
| Les données manquantes sont à compléter. |          |                  |           |         |

### Intercommunalité
La commune fait partie de trois structures intercommunales :
- la communauté de communes de Lacq-Orthez ;
- le syndicat eau et assainissement des Trois Cantons ;
- le syndicat d’énergie des Pyrénées-Atlantiques.

## Population et société

### Démographie
L'évolution du nombre d'habitants est connue à travers les recensements de la population effectués dans la commune depuis 1793. Pour les communes de moins de 10 000 habitants, une enquête de recensement portant sur toute la population est réalisée tous les cinq ans, les populations de référence des années intermédiaires étant quant à elles estimées par interpolation ou extrapolation. Pour la commune, le premier recensement exhaustif entrant dans le cadre du nouveau dispositif a été réalisé en 2008.

En 2022, la commune comptait 801 habitants, en évolution de +4,43 % par rapport à 2016 (Pyrénées-Atlantiques : +3,78 %, France hors Mayotte : +2,11 %).
| 1793  | 1800  | 1806  | 1821  | 1831  | 1836  | 1841  | 1846  | 1851  |
| ----- | ----- | ----- | ----- | ----- | ----- | ----- | ----- | ----- |
| 1 152 | 1 009 | 1 216 | 1 176 | 1 202 | 1 214 | 1 163 | 1 133 | 1 193 |

| 1856  | 1861  | 1866  | 1872  | 1876  | 1881  | 1886  | 1891  | 1896  |
| ----- | ----- | ----- | ----- | ----- | ----- | ----- | ----- | ----- |
| 1 124 | 1 054 | 1 073 | 1 061 | 1 086 | 1 058 | 1 060 | 1 059 | 1 035 |

| 1901  | 1906  | 1911  | 1921 | 1926 | 1931 | 1936 | 1946 | 1954 |
| ----- | ----- | ----- | ---- | ---- | ---- | ---- | ---- | ---- |
| 1 014 | 1 020 | 1 018 | 909  | 890  | 837  | 810  | 735  | 680  |

| 1962 | 1968 | 1975 | 1982 | 1990 | 1999 | 2006 | 2008 | 2013 |
| ---- | ---- | ---- | ---- | ---- | ---- | ---- | ---- | ---- |
| 707  | 707  | 715  | 704  | 682  | 668  | 668  | 668  | 737  |

| 2018 | 2022 | - | - | - | - | - | - | - |
| ---- | ---- | - | - | - | - | - | - | - |
| 782  | 801  | - | - | - | - | - | - | - |

## Économie
L'activité est essentiellement tournée vers l'agriculture (élevage et pâturages) et l'horticulture paysagère.

## Culture locale et patrimoine

### Patrimoine civil
Le bourg de Bonnut est un bourg castral adossé à un château primitif dont il reste la motte (le Casalot). Le bourg était « encasalé », c’est-à-dire que le seigneur du casau (l'intendant du fief) demandait aux habitants (les voisins) de « faire rue » pour mieux se protéger, selon le modèle béarnais des fors de Morlaàs, un modèle très courant dans la région. 

Il reste dans le paysage des traces de fortifications médiévales, en particulier le Tarruc de Montargon.

Un quartier Bièlèr (Vielèr) et une maison Capdevielle (extrémité du village) font penser à une autre abbaye laïque disparue.

### Patrimoine religieux

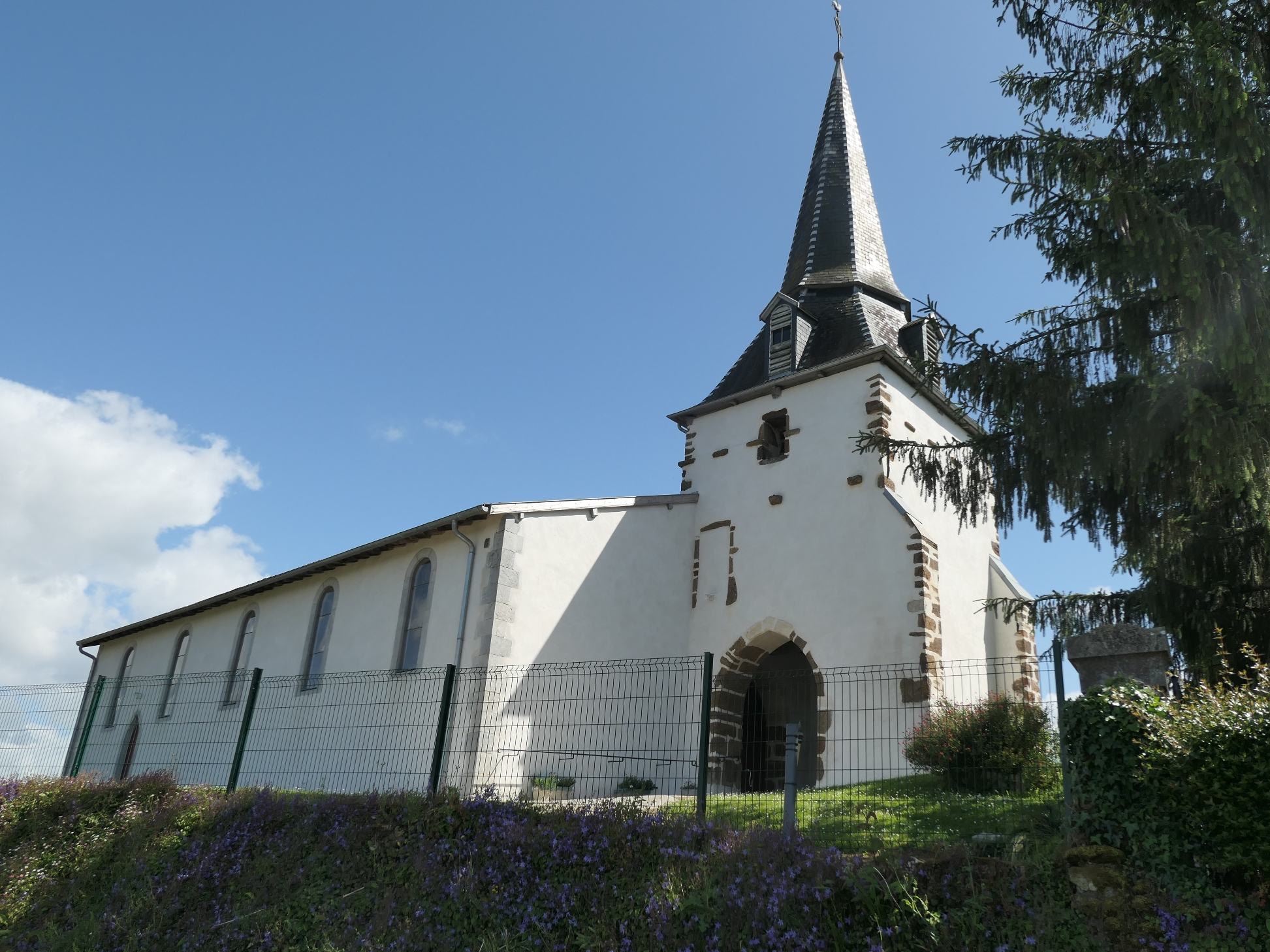
Église Saint-Martin.

L'église de Saint-Martin, éloignée du bourg, était l'église d'une abbaye laïque. Un seigneur du Tilh, mentionné au XIIe siècle, en était sans doute l'abbé.
Le quartier de Castèth, ou de Sainte-Marie, était une possession de l'abbaye de Sorde sous le nom de Senta Maria de Castanhèda. C'est sans doute une abbaye laïque primitive récupérée par l'Église. L'église de Castèth est une petite église bâtie en alios dont le chevet est roman et présente des décors assez dégradés caractéristiques (décors à billettes). La crête qui porte l'église se termine par un important système de fortifications, motte, enceinte, fossés, basses-cours, portant le nom de Tarruc de Montargon. Ce nom semble être un calque de prestige à partir de la célèbre forteresse de Montearagón, près de Huesca.
Le caractère frontalier des paroisses, la nature hospitalière de l'abbaye de Sorde, le fait que la rue principale de Brassempouy, à 20 km au nord, se nomme « route de Bonnut », font penser à une étape de la route de Compostelle.

## Équipements
La commune disposait de deux écoles remplacées par un groupe scolaire dans les années 1950,.

## Personnalités liées à la commune
Pierre Forsans, né à Bonnut en 1853 et mort en 1919 à Biarritz, est un homme politique français.

## Pour approfondir